# Bermudarigg

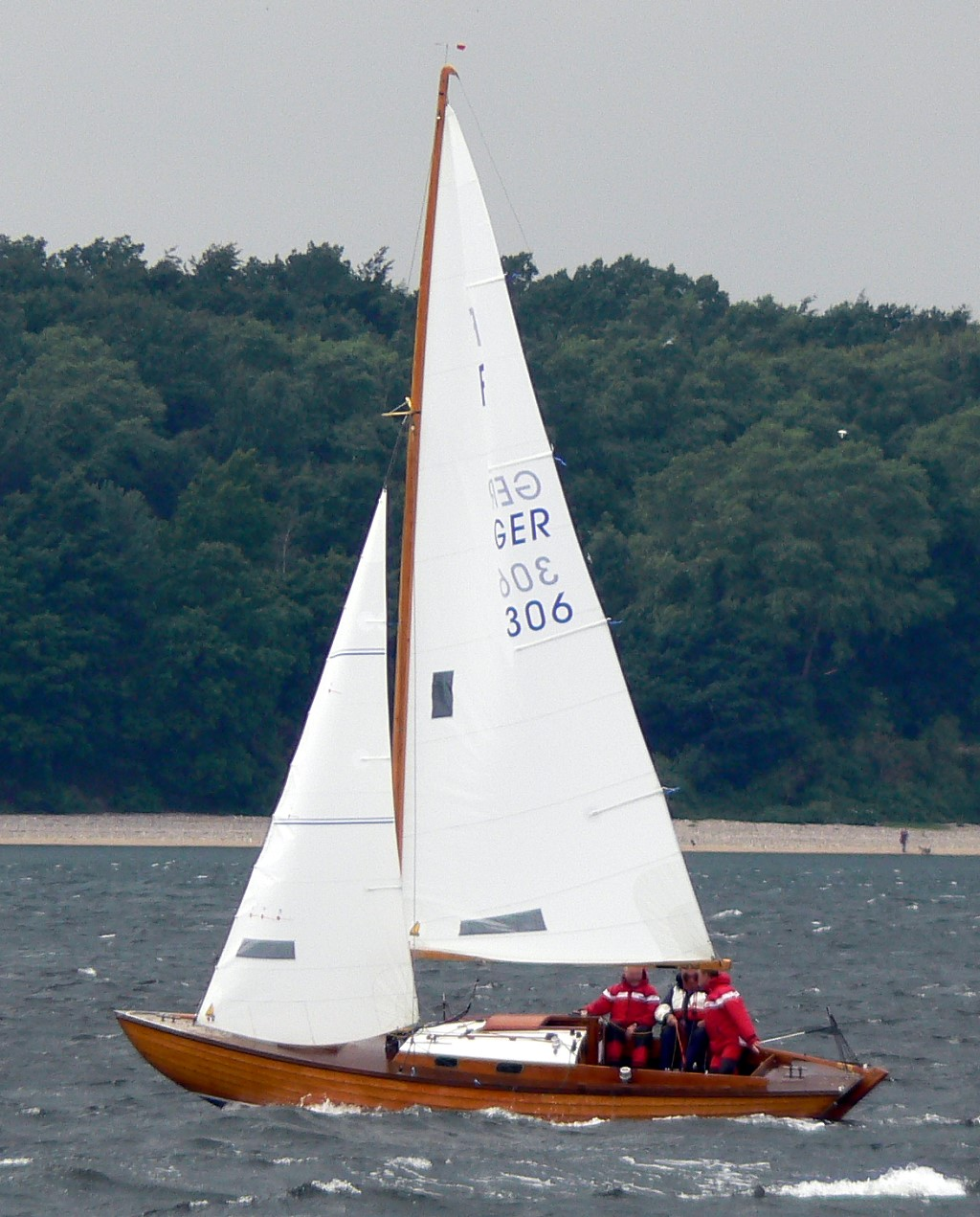
Folkbåten har, liksom de flesta moderna segelbåtar, bermudarigg

Bermudarigg, ibland kallad marconirigg, är den i dag vanligaste riggtypen på fritidsbåtar. 
Den kännetecknas av en mast med bom och ett trekantigt storsegel, som går till mastens topp, och ett försegel. Storseglet (ett bermudasegel) är fäst längs med masten och minst i änden av bommen, men oftast längs med hela bommen. Förseglet (ett stagsegel) kan vara av varierande storlek, tex en genua (stor) eller en fock (mindre). Utöver dessa segel eller i stället för stagseglet förs ofta en spinnaker eller gennaker vid läns och slör.
Den vanligaste typen av bermudarigg i dag är antagligen 7/8-dels eller 9/10-dels partialrigg vilket innebär att förstaget är fäst i masten på en höjd av 7/8-delar eller 9/10-delar av mastens höjd från däck. En annan vanlig typ av bermudarigg är mastheadriggen som blev populär på 1970-talet, framför allt på grund av dåvarande tävlingsregler gynnade denna riggtyp. På mastheadriggen sitter förstaget fäst i mastens topp.
Ordet är belagt i svenska språket  sedan 1929 och dess första del hänvisar till Bermudaöarna.

## Galleri

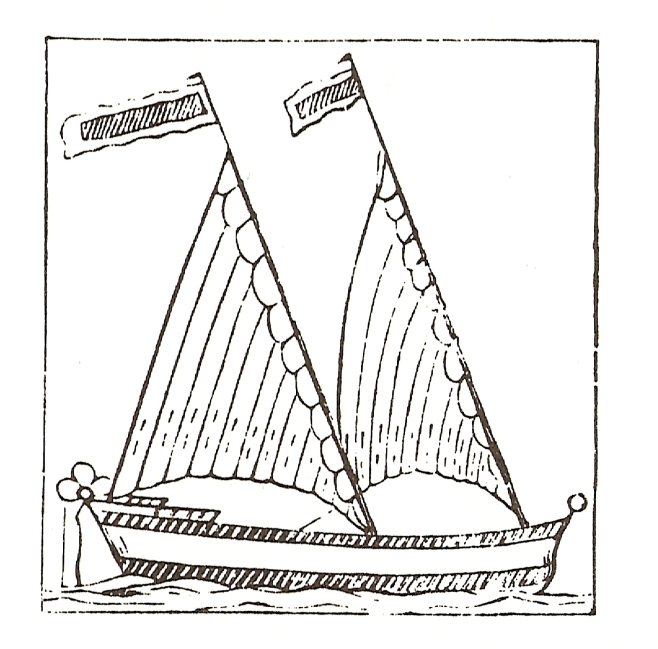
Träsnitt från 1671 av ett bermudiskt fartyg med tidig bermudarigg, före tillägg av en bom.
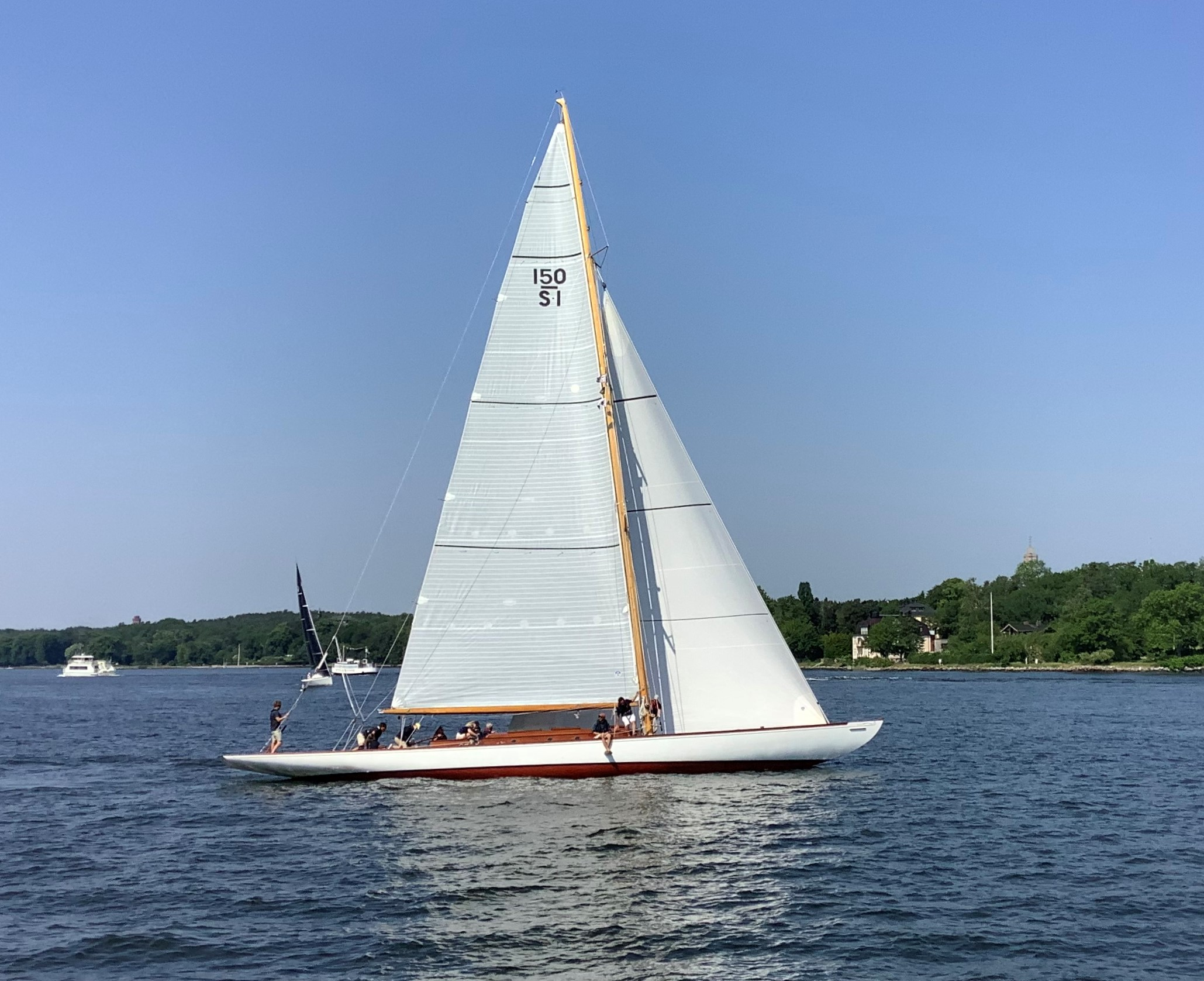
Beatrice Aurore är ett exempel på en bermudariggad segelbåt.